# 第百四十号哨戒特務艇
第百四十号哨戒特務艇（だいひゃくよんじゅうごうしょうかいとくむてい）は、日本海軍の未成特務艇（哨戒特務艇）。第一号型哨戒特務艇の58番艇。

## 艇歴
マル戦計画の特務艇、第2121号艦型の140番艇、仮称艦名第2260号艦として計画。1944年11月5日、第百四十号哨戒特務艇と命名されて第一号型哨戒特務艇の55番艇に定められ、本籍を呉鎮守府と仮定。1945年8月6日、株式会社四国船渠工業所で進水。
終戦時未成。8月17日、工事中止が発令され船体工程65%で工事中止。戦後は四国造船所で繋留された。
1947年2月1日、行動不能艦艇（特）に定められる。11月22日、在東京アメリカ極東海軍司令部から本艇の漁船への改造許可が出された。その後の消息は詳らかではない。